# Carayac
Carayac es una comuna francesa situada en el departamento de Lot, en la región de Occitania.

## Demografía
| 72 | 53 | 57 | 52 | 59 | 82 | 106 |
| Para los censos de 1962 a 1999 la población legal corresponde a la población sin duplicidades (Fuente: INSEE [Consultar]) |    |    |    |    |    |     |